# Ungarische Volleyballnationalmannschaft der Frauen
Die ungarische Volleyballnationalmannschaft der Frauen ist eine Auswahl der besten ungarischen Spielerinnen, die den Verband Magyar Röplabda Szövetség bei internationalen Turnieren und Länderspielen repräsentiert.

## Geschichte

### Weltmeisterschaft
Bei der ersten Volleyball-Weltmeisterschaft wurde Ungarn Sechster. Zehn Jahre später reichte es nur zum elften Rang. 1970 verpassten die Ungarinnen nur knapp die Medaillenränge und 1974 waren sie erneut Sechster. Bei den nächsten beiden Turnieren kamen sie nicht mehr über Platz 13 und 10 hinaus.

### Olympische Spiele
1972 in München war Ungarn zum ersten Mal beim olympischen Turnier dabei und wurde Fünfter. Bei den Spielen 1976 und 1980 waren die ungarischen Frauen als Vierter noch näher an einer Medaille.

### Europameisterschaft
Bei ihren ersten vier Teilnahmen an einer Volleyball-Europameisterschaft belegten die ungarischen Frauen jeweils den sechsten Platz. Allerdings waren bei den ersten drei Turnieren nur sieben oder sechs Mannschaften dabei, während es 1958 der sechste von zwölf Plätzen war. Von 1963 bis 1971 gab es mit den Rängen sieben und fünf ähnliche Ergebnisse. 1975 erreichte Ungarn das Endspiel gegen die Sowjetunion und zwei Jahre später wurden die Ungarinnen hinter den sowjetischen Frauen und der DDR Dritter. Nach einem vierten Platz 1979 gab es 1981 und 1983 zwei weitere dritte Plätze. Die nächsten beiden Turniere beendete Ungarn als Neunter und Zehnter. Nach 28 Jahren Pause konnten sich die ungarischen Frauen 2015 wieder qualifizieren und belegten Platz neun. 2017 wurde man 13., 2019 folgte Platz 17 und 2021 erreichte man den 16. Platz.

### World Cup
1977 spielte Ungarn zum bislang einzigen Mal im World Cup und wurde Sechster.

### World Grand Prix
Ungarn hat ein einziges Mal 2017 am World Grand Prix teilgenommen und belegte den 25. Platz.

### Europaliga
Ungarn spielt seit 2011 in der Europaliga und wurde 2015 Sieger.